# Сборная Афганистана по футболу
Сбо́рная Афганиста́на по футбо́лу (дари تیم ملی فوتبال افغانستان, пушту دافغانستان ملی فوتبال ټیم‎) — национальная сборная, представляющая Афганистан на международных соревнованиях и матчах по футболу. Управляющая организация — Футбольная федерация Афганистана, которая была основана в 1922 году. В 1948 году присоединилась к ФИФА, а в 1954 к АФК. Также является членом ФАЦА. Домашние матчи в основном проводит на стадионе «Гази» в Кабуле.

## История
В ранний период почти все футболисты сборной играли за ФК Ариана Кабул. Лучшее выступление Афганистана было на Азиатских играх 1951 года, на которых команда заняла 4-е место. С 1984 по 2003 год сборная не провела ни одной международной встречи и опустилась до 173-го места в мировом рейтинге ФИФА.
Осенью 2003 года сборная Туркменистана в предварительных матчах отборочного турнира на чемпионат мира 2006 разгромила в Ашхабаде сборную Афганистана со счётом 11:0. Хет-триком отметились Бегенч Кулиев, Реджеп Агабаев, два гола забил Гуванчмухаммет Овеков, отличились также Назар Байрамов, Омар Бердыев, Дидарклыч Уразов. Это было самое крупное поражение в истории афганской сборной.
В настоящее время Афганистан не принимает активной деятельности по отношению к футболу из-за недостатка средств и проблем безопасности внутри страны.
Сборная Афганистана по футболу провалила отборочный турнир чемпионата мира по футболу 2018, заняв 4-е место в группе «Е». 3 победы, 5 поражений.
После восстановления власти талибов в 2021 году судьба существования собственной национальной сборной неизвестна. Однако осенью 2021 года сборная, состоящая из эмигрантов Исламской Республики Афганистан, смогла сыграть в товарищеском матче против сборной Индонезии.

## Чемпионат мира по футболу
- 1930 — 2002 — не участвовала
- 2006 — 2026 — не прошла квалификацию

## Кубок Азии
- 1960 — 1972 — не участвовала
- 1976 — 1984 — не прошла квалификацию
- 1988 — 2000 — не участвовала
- 2004 — не прошла квалификацию
- 2007 — не участвовала
- 2011 — 2023 — не прошла квалификацию

## Кубок вызова АФК
- 2006 — 4-е место в группе
- 2008 — 4-е место в группе
- 2010 — не участвует
- 2012 — не прошла квалификацию
- 2014 — 4-е место

## Текущий состав
Следующие игроки были вызваны в состав сборной для участия в отборочных матчах чемпионата мира 2026 года (16 и 21 ноября 2023).
Игры и голы приведены по состоянию на 21 ноября 2023 года:
| 1  | Вр  | Овайс Азизи       | 29 января 1992 (33 года)  | 40 | 0 | Хиллерёд           |  |  |
| 22 | Вр  | Фейсал Хамиди     | 16 марта 1997 (28 лет)    | 9  | 0 | Аттак Энерджи      |  |  |
| 23 | Вр  | Голали Рахими     | 30 июня 1996 (29 лет)     | 0  | 0 | Абу Муслим         |  |  |
|    |     |                   |                           |    |   |                    |  |  |
| 2  | Защ | Аманулла Сардари  | 22 августа 2000 (24 года) | 7  | 0 | Абу Муслим         |  |  |
| 3  | Защ | Махбуб Ханифи     | 22 марта 1997 (28 лет)    | 9  | 0 | Аттак Энерджи      |  |  |
| 4  | Защ | Захиб Ислам Амири | 15 февраля 1990 (35 лет)  | 67 | 6 | Бленвиль           |  |  |
| 11 | Защ | Хабибулла Аскар   | 9 августа 1999 (25 лет)   | 2  | 0 | Отвидаберг         |  |  |
| 12 | Защ | Али Басет Назари  | 6 ноября 2001 (23 года)   | 3  | 0 | Аттак Энерджи      |  |  |
| 14 | Защ | Алиреза Панахи    | 23 июня 2000 (25 лет)     | 1  | 0 | Мавдж Сахель       |  |  |
| 17 | Защ | Маруф Мохаммади   | 21 марта 2003 (22 года)   | 2  | 0 | Сорх Пошан Герат   |  |  |
| 21 | Защ | Хусейн Ализада    | 2 мая 1996 (29 лет)       | 4  | 0 | Аттак Энерджи      |  |  |
|    |     |                   |                           |    |   |                    |  |  |
| 5  | ПЗ  | Реза Голами       | 14 августа 1994 (30 лет)  | 1  | 0 | Аттак Энерджи      |  |  |
| 6  | ПЗ  | Самир Самандари   | 5 ноября 2002 (22 года)   | 6  | 0 | Аттак Энерджи      |  |  |
| 7  | ПЗ  | Мустафа Азадзой   | 24 июля 1992 (32 года)    | 36 | 3 | Атлас Дельменхорст |  |  |
| 8  | ПЗ  | Омид Раджаби      | 1 января 2005 (20 лет)    | 1  | 0 | Сорх Пошан Герат   |  |  |
| 13 | ПЗ  | Али Рахими        | 20 февраля 2006 (19 лет)  | 1  | 0 | Сорх Пошан Герат   |  |  |
| 19 | ПЗ  | Джамшед Асекзай   | 9 октября 1997 (27 лет)   | 2  | 0 | Лундс              |  |  |
|    |     |                   |                           |    |   |                    |  |  |
| 9  | Нап | Билал Арзу        | 28 декабря 1988 (36 лет)  | 28 | 9 | Траума             |  |  |
| 10 | Нап | Сайед Фатеми      | 8 января 1999 (26 лет)    | 1  | 0 | Кингстон Сити      |  |  |
| 15 | Нап | Яр Закархель      | 8 сентября 1997 (27 лет)  | 6  | 0 | Аттак Энерджи      |  |  |
| 16 | Нап | Фархад Ализаде    | 26 января 2005 (20 лет)   | 1  | 0 | Сорх Пошан Герат   |  |  |
| 18 | Нап | Амредин Шарифи    | 23 марта 1992 (33 года)   | 25 | 3 | свободный агент    |  |  |
| 20 | Нап | Джавад Резаи      | 24 августа 2001 (23 года) | 1  | 0 | Хьюм Сити          |  |  |

## Главные тренеры

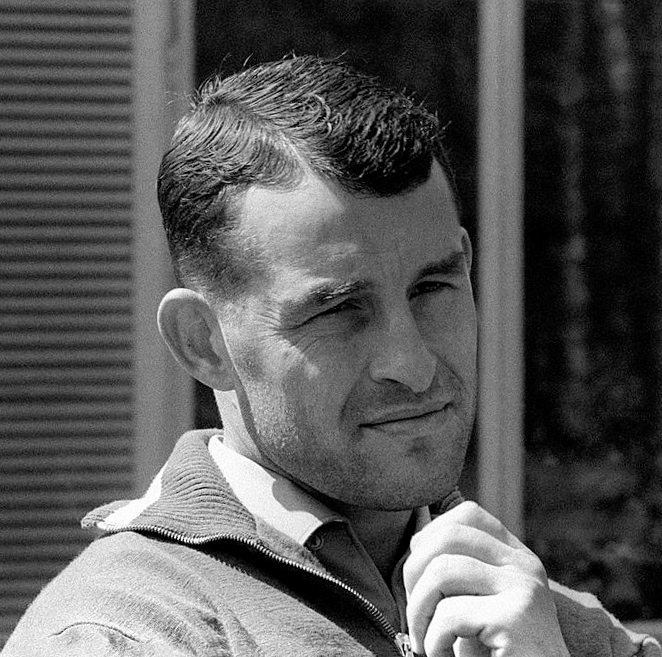
Советский специалист Сергей Сальников тренировал сборную Афганистана в 1976—1977 годах

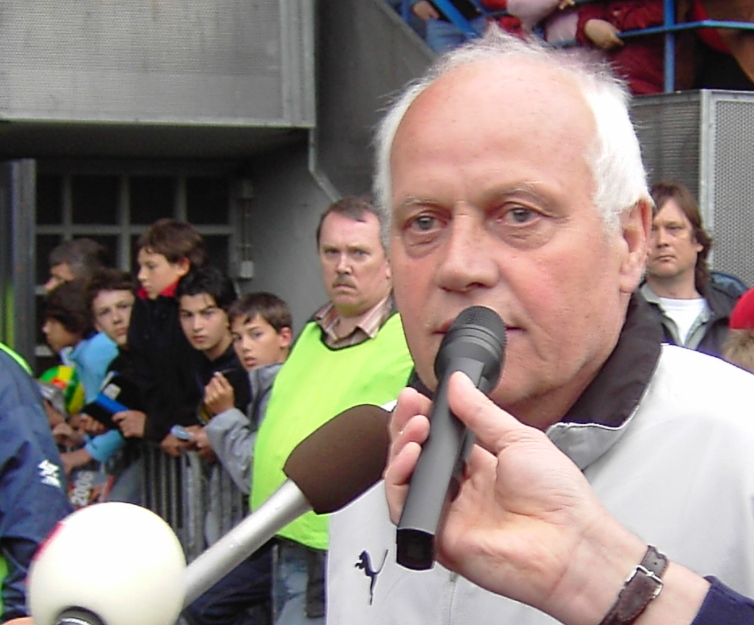
Один из лучших немецких тренеров, которые работают в основном за рубежом — Отто Пфистер тренировал сборную Афганистана в 2017—2018 годах

| Период     | Главный тренер                   |
| ---------- | -------------------------------- |
| 1941—1974  | Нет точных данных                |
| 1975—1976  | Владимир Саленко                 |
| 1976—1977  | Сергей Сальников                 |
| 1977—1978  | Николай Ефимов                   |
| 1978—1979  | Ислам Гуль                       |
| 1980—1981  | Саид Ахмад Зия Музаффари         |
| 1981—1987  | Хваджа Азиз                      |
| 1987—1988  | Геннадий Сарычев                 |
| 1988—2002  | Сборная де-факто не существовала |
| 2002—2003  | Мир Али Асгар Акбарзада          |
| 2003       | Мухаммад Юсуф Каргар             |
| 2005—2008  | Клаус Штерк                      |
| 2008—2014  | Мухаммад Юсуф Каргар             |
| 2014—2015  | Эрих Рутемёллер                  |
| 2015       | Хусейн Салех                     |
| 2015       | Славен Шкеледжич                 |
| 2015—2017  | Петар Шегрт                      |
| 2017—2018  | Отто Пфистер                     |
| 2018—2023  | Ануш Дастгир                     |
| 2023       | Абдулла Аль-Мутаири              |
| 2023—2024  | Эшли Вествуд                     |
| 2024—н. в. | Усмон Тошев                      |

## Стадион

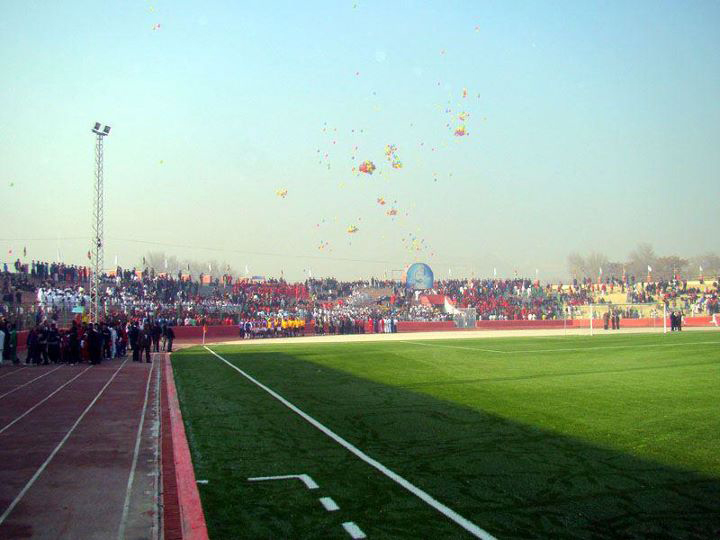
Стадион «Гази» в Кабуле

Основным стадионом где сборная Афганистана проводит свои домашние матчи является стадион «Га́зи» в Кабуле, вмещающий 25 тысяч зрителей, и являющийся крупнейшим стадионом Афганистана. Из-за неспокойной обстановки в Афганистане, подавляющее большинство домашних официальных матчей сборной Афганистана, например матчи отборочного турнира Чемпионата мира или Кубка Азии проводятся за пределами Афганистана, в основном в одной из соседних стран. В последние годы сборной Афганистана для проведения домашних официальных матчей, стадион предоставляет Таджикистан. До недавнего времени длительное время афганской стороне свой стадион предоставлял Иран. Сборная Афганистана в последние годы проводит на стадионе «Гази» лишь товарищеские матчи, проводя официальные домашние матчи за рубежом. Длительное время даже товарищеские матчи было невозможно провести внутри страны из-за неспокойной обстановки, которая к слову и поныне в какой то степени не утратила своей актуальности.

## Форма
| Период     | Производитель формы |
| ---------- | ------------------- |
| 2002—2004  | ASICS               |
| 2005—2009  | Adidas              |
| 2009—2020  | Hummel              |
| 2020—н. в. | Jako                |